# Filipinski pezo
Filipinski pezo (filipinski jezik: piso) - zakonsko sredstvo plaćanja na Filipinima. 
Ime potječe još iz vremena, kada su Filipini bili dio španjolskoga kolonijalnoga carstva. Naziv pezo, koristio se kao ime za valutu u različitim španjolskim kolonijama. U španjolskom jeziku, riječ „peso“ znači „težina“.
ISO 4217 kod za filipinski pezo je PHP. Jedan pezo sastoji se od 100 sentima. Simboli su: "₱",  "PHP", "PhP", "Php" i/ili "P".

## Kovanice i novčanice
Filipinski pezo je u apoenima od 1, 5, 10, 25 sentima i 1, 5, 10 pezosa. Poleđina svih kovanica (osim dva sentima) identična je. Na poleđini se nalazi grb Filipina. Kovanice sentima imaju natpis nominalne vrijednosti, godinu kovanja i natpis "Republika Filipini" na obodu. 
Novčanice imaju vrijednosti od 20, 50, 100, 200, 500 i 1.000 pezosa.